# V Put

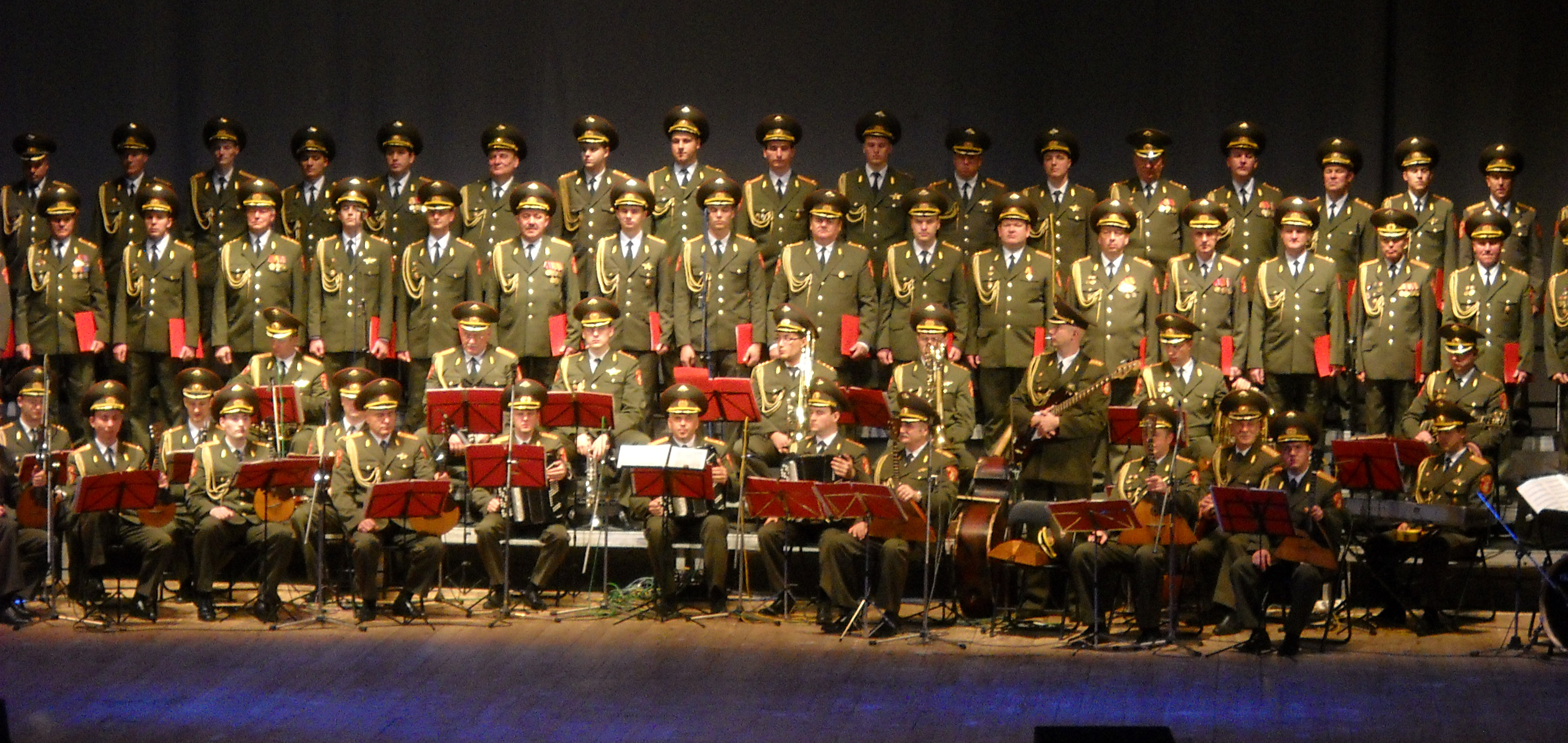
El cor Aleksàndrov és l'agrupació més famosa que interpreta la cançó

"V Put'" (en rus, В путь; en català: "en camí", "en ruta" o "anem") és una cançó escrita l'any 1954 pel compositor Vassili Soloviov-Sedoi i el poeta Mikhaïl Dudin. Originalment va ser escrita per a la pel·lícula Maksim Peperlitsa. La pel·lícula es va estrenar l'any 1955 i la cançó va adquirir fama i popularitat. Des d'aquell moment es va utilitzar en l'àmbit militar com una "cançó perforant" (com es coneixen a l'exèrcit rus les típiques cançons "estrofa-resposta" que canten els soldats mentre fan exercici o activitats a l'aire lliure). El 1959, el compositor Vassili Soloviov-Sedoi va rebre el premi Lenin per la cançó.
La cançó es toca el dia de la victòria (9 de maig), i també es toca per altres festes militars a Rússia, Ucraïna, Belarús i altres països exsoviètics.